# Бабурін Сергій Миколайович
Сергі́й Микола́йович Бабу́рін (рос. Бабурин Сергей Николаевич; нар. 31 січня 1959, Семипалатинськ, Казахська РСР) — російський політик, науковий діяч — юрист (фахівець в області історії держави і права).
Депутат Державної думи I, II і IV скликань, заступник голови Державної Думи Росії, член комітету ГД з цивільного, кримінального, арбітражного та процесуального законодавства (з 5 березня 2004 по 24 грудня 2007 року). Ректор Російського державного торгово-економічного університету — з 2002 по 2012 рік. Президент Міжнародної Слов'янської академії наук, освіти, мистецтв і культури. Голова Міжнародної Слов'янської Ради.
Відомий націоналістичними та антиукраїнськими поглядами та висловлюваннями: закликав до анексії Криму Росією. Прихильник міждержавної інтеграції Білорусі та Росії.

## Біографія
Сергій Миколайович Бабурін народився 31 січня 1959 року в місті Семипалатинську (нині Сімей, Казахстан) у родині Бабуріних Миколи Наумовича та Валентини Миколаївни. Батько Сергія був учителем, а мати лікарем. Батьки по материнській лінії були з села Мотоль Іванівського району Брестської області. У Сергія є брат Ігор.
Дитинство Сергія пройшло у рідному місті батька — Тарі Омської області. З самого дитинства Сергій відрізнявся різносторонністю інтересів та бажанням пізнавати та вчитися. Окрім звичайної школи він навчався у художній, зі шкільних років почав працювати теслею-бетонником на місцевому підприємстві.
Член КПРС із 1981 року. Навчався в Омському державному університеті. На початку навчання там написав листа Генеральному секретареві ЦК КПРС Л. Брежнєву, в якому стверджував про необхідність реабілітації Миколи Бухаріна, Олексія Рикова, Григорія Зінов'єва та Григорія Сокольникова.
У студентські роки познайомився із майбутньою дружиною Тетяною Миколаївною Журавльовою. Незабаром Сергій та Тетяна одружилися.
Після вишу був призваний до Збройних Сил терміном півтора року (1981—1983 рр.), їх один рік перебував у складі обмеженого контингенту радянських військ в Афганістані й брав участь у бойових діях Радянської Армії. За час служби в Афганістані Бабурін — єдиний зі своєї роти — жодного разу не був поранений і щасливо пройшов весь тягар військових дій. Після закінчення служби Сергій отримав медаль «Воїну-інтернаціоналісту від вдячного афганського народу» та нагрудний знак «Воїнові-інтернаціоналісту». Після закінчення служби Сергій одразу ж вирушив до Ленінграда — навчатися в аспірантурі.
У 1986 році закінчив аспірантуру і наступного року захистив кандидатську дисертацію «Політико-правове вчення Георга Форстера». Після закінчення аспірантури на якийсь час залишився працювати в Омському університеті як заступник декана юридичного факультету, а в 1988 році очолив факультет.

#### Початок політичної діяльності
1989 року балотувався у народні депутати СРСР, проте його кандидатура рішенням окружної виборчої комісії не була зареєстрована.
У 1990 був обраний народним депутатом РРФСР від Радянського територіального округу № 539 (Омськ). На I З'їзді народних депутатів Росії обрано членом Ради Республіки Верховної Ради РРФСР.
12 грудня 1991 року — був одним із 7 депутатів, які голосували на сесії Верховної Ради проти ратифікації Біловезької угоди про припинення існування Союзу РСР та створення СНД.
1991 — висунутий на посаду голови Верховної Ради РРФСР.
Кінець 1991 — членом Верховної Ради РРФСР Бабуріним — з ініціативи народних депутатів РРФСР — членів депутатської групи «Росія», був створений Російський загальнонародний союз. Свою позицію Бабурін пояснив тим, що ратифікація цієї угоди перебуває у компетенції З'їзду народних депутатів РРФСР.
У квітні 1992 року на VI З'їзді народних депутатів Росії разом із В. Б. Ісаковим, М. Г. Астаф'євим, Н. А. Павловим та іншими очолив опозиційний блок фракції «Народна єдність».
У вересні 1992 року група народних депутатів РРФСР на чолі з Сергієм Бабуріним направила до Конституційного суду Російської Федерації клопотання про перевірку законності постанов Верховної Ради РРФСР від 12 грудня 1991 року «Про ратифікацію Угоди про створення Співдружності Незалежних держав». Це звернення не було розглянуто через події вересня — жовтня 1993 року.
Жовтень 1992 — обраний співголовою Фронту національного порятунку.
З 21 вересня по 4 жовтня 1993 року, після публікації Президентом Єльцина Указом № 1400 про розпуск з'їзду народних депутатів та Верховної Ради (Сонце), Бабурін був у обложеному будівлі Верховної Ради. 23 вересня він був обраний головою Сонячного комітету з питань судової реформи та правоохоронних органів.
Після сили Конгресу та парламенту Бабурін зайняв невелику паузу, взявши пост декана закону факультету Омського державного університету. Однак через два місяці Бабурін знову повернувся до великої політики.

## Робота на КДБ
Генерал КДБ, колишній перший заступник начальника Управління КДБ по Ленінграду і області, а потім політичний емігрант в США Олег Калугін, прямо назвав Бабуріна агентом КДБ з агентурним прізвиськом «Ніколай».
Бабурін 1993 року (тоді ще народний депутат Верховної Ради Росії) навіть подав на Калугін до Кунцевського суду Москви позов «по захисту честі та гідності», але сам на засідання суду не з'явився.
Калугін стверджує, що знайшов агентурну справу Бабуріна (так само як і Жириновського) в ленінградському обласному архіві КДБ, куди мав свого часу необмежений доступ.

## Виноски
1. 1 2 3  Чеська національна авторитетна база даних
2. ↑  Биография Сергея Бабурина. Архів оригіналу за 7 березня 2018. Процитовано 21 лютого 2022. [Архівовано 2018-03-07 у Wayback Machine.]
3. 1 2  Ведомости СНД РСФСР и ВС РСФСР. № 2. 14 июня 1990 г. vedomosti.rsfsr-rf.ru. Архів оригіналу за 7 лютого 2022. Процитовано 21 лютого 2022.
4. ↑  Прибыловский В., Точкин Гр. Кто и как упразднил СССР. Архів оригіналу за 26 січня 2021. Процитовано 21 лютого 2022.
5. ↑  Стенограмма 21 заседания 4 сессии Верховного Совета РСФСР 12 декабря 1991 (PDF). Архів оригіналу (PDF) за 6 травня 2021. Процитовано 21 лютого 2022.
6. ↑  Бабурин С. Н. На гибель Советского Союза " Тема номера " № 5/2006 " 2006 " Архив | Национальные интересы. Архів оригіналу за 13 листопада 2013. Процитовано 8 листопада 2013.
7. ↑  Лебедев С. В. Павлов Николай Александрович. Большая энциклопедия русского народа. Архів оригіналу за 9 вересня 2012. Процитовано 4 квітня 2010.
8. ↑  Планы Конституционного суда России. Трех президентов могут вызвать в суд как свидетелей // «Коммерсантъ» : газета. — М., 1993. — № 3 (13 січня).
9. ↑  Сергей Бабурин — политик в интерьере эпохи. «Национальные интересы». Архів оригіналу за 30 червня 2015. Процитовано 8 вересня 2018. {{cite web}}: Проігноровано невідомий параметр |description= (довідка)
10. ↑  Сергей Бабурин — политик в интерьере эпохи. «Национальные интересы». Архів оригіналу за 30 червня 2015. Процитовано 8 вересня 2018. {{cite web}}: Проігноровано невідомий параметр |description= (довідка)
11. ↑  Постановление Верховного Совета Российской Федерации от 23 сентября 1993 года № 5794-I «О председателе Комитета Верховного Совета Российской Федерации по судебной реформе и вопросам работы правоохранительных органов» // Народные депутаты России. 1990—1993. — М.: Издание Государственной Думы, 1998., с. 342.
12. ↑  Коммерсантъ: Бывший депутат и бывший генерал не встретились в суде [Архівовано 19 квітня 2018 у Wayback Machine.].(рос.) 23.09.1993
13. ↑  О.Калугин: «Я утверждаю: 90 процентов советской интеллигенции работали на органы Госбезопасности» [Архівовано 7 жовтня 2015 у Wayback Machine.], 16-05-2013

| Прапор Росії | Це незавершена стаття про Росію. Ви можете допомогти проєкту, виправивши або дописавши її. |